# Recquignies
Recquignies település Franciaországban, Nord megyében. Lakosainak száma 2379 fő (2022. január 1.). Recquignies Boussois, Assevent, Cerfontaine, Colleret, Marpent és Rousies községekkel határos.

## Népesség
A település népessége az elmúlt években az alábbi módon változott:
| Lakosok száma | 2377 | 2388 | 2426 | 2413 | 2408 | 2446 | 2460 | 2420 | 2379 |
|               | 2013 | 2015 | 2016 | 2017 | 2018 | 2019 | 2020 | 2021 | 2022 |